# Vegyes síugró csapatverseny normálsáncon a 2022. évi téli olimpiai játékokon
A 2022. évi téli olimpiai játékokon a síugrás vegyes csapatversenyét normálsáncon február 7-én rendezték. Ez a versenyszám először szerepelt a téli olimpiai játékok programjában. Az aranyérmet a szlovén csapat nyerte. A versenyszámban nem vett részt magyar csapat.

## Naptár
Az időpontok helyi idő szerint (UTC+8), zárójelben magyar idő szerint (UTC+1) olvashatóak.
| Forduló         | Időpont       |
| --------------- | ------------- |
| Döntő, 1. ugrás | 19:45 (12:45) |
| Döntő, 2. ugrás | 20:51 (13:51) |

## Eredmények
A verseny a normálsáncon zajlott a férfi síugró csapatverseny pontozási módszerével. Minden csapat négy sportolóból állt, két nőből és két férfiból, akik a következő sorrendben versenyeztek: nő, férfi, nő, férfi. A versenyszám egy próbakörből és két fordulóból állt. Az első fordulóból a legjobb nyolc csapat jutott tovább a másodikba. A második fordulóban a rajthoz állás fordított sorrendben történt.
|          |                        | | 1. forduló                | 1. forduló                    | 1. forduló | 2. forduló                    | 2. forduló                    | 2. forduló | Összesen |
| Helyezés | R                      | Csapat | Táv (m)                   | Pont                          | Hely.      | Táv (m)                       | Pont                          | Hely.      | Pont     |
| -------- | ---------------------- | --- | ------------------------- | ----------------------------- | ---------- | ----------------------------- | ----------------------------- | ---------- | -------- |
| Arany    | 9 9–1 9–2 9–3 9–4      | Szlovénia (SLO) · Nika Križnar · Timi Zajc · Urša Bogataj · Peter Prevc                                               | 101,0 97,5 106,0 101,5    | 506,4 126,6 120,4 133,1 126,3 | 1.         | 99,5 100,0 101,5              | 495,1 121,5 123,0 124,3 126,3 | 1.         | 1001,5   |
| Ezüst    | 4 4–1 4–2 4–3 4–4      | Az Orosz Olimpiai Bizottság versenyzői (ROC) · Irma Mahinyja · Danyil Szadrejev · Irina Avvakumova · Jevgenyij Klimov | 86,0 99,5 92,0 100,5      | 448,8 92,4 124,1 105,8 126,5  | 3.         | 81,5 100,5 91,5 103,0         | 441,5 81,4 125,8 103,7 130,6  | 4.         | 890,3    |
| Bronz    | 2 2–1 2–2 2–3 2–4      | Kanada (CAN) · Alexandria Loutitt · Matthew Soukup · Abigail Strate · Mackenzie Boyd-Clowes                           | 84,0 87,0 93,5 101,5      | 415,4 87,6 94,1 108,3 125,4   | 4.         | 90,0 89,0 91,5 101,5          | 429,2 101,4 97,1 102,6 128,1  | 5.         | 844,6    |
| 4.       | 6 6–1 6–2 6–3 6–4      | Japán (JPN) · Sara Takanashi · Yukiya Satō · Yuki Ito · Kobajasi Rjójú                                                | kizárták 99,5 93,0 102,5  | 359,9 0,0 122,9 106,9 130,1   | 8.         | 98,5 100,5 88,0 106,0         | 476,4 118,9 122,7 97,3 137,5  | 2.         | 836,3    |
| 5.       | 10 10–1 10–2 10–3 10–4 | Ausztria (AUT) · Daniela Iraschko-Stolz · Stefan Kraft · Lisa Eder · Manuel Fettner                                   | kizárták 102,0 96,0 101,0 | 370,7 0,0 130,2 113,1 127,4   | 6.         | 84,0 102,0 90,5 102,0         | 447,3 86,4 131,2 101,8 127,9  | 3.         | 818,0    |
| 6.       | 5 5–1 5–2 5–3 5–4      | Lengyelország (POL) · Nicole Konderla · Dawid Kubacki · Kinga Rajda · Kamil Stoch                                     | 75,5 96,0 80,5 99,5       | 386,1 67,8 114,6 78,4 125,3   | 5.         | 72,5 101,0 73,5 102,5         | 377,1 61,3 123,6 61,4 130,8   | 6.         | 763,2    |
| 7.       | 3 3–1 3–2 3–3 3–4      | Csehország (CZE) · Klára Ulrichová · Čestmír Kožíšek · Karolína Indráčková · Roman Koudelka                           | 78,5 91,0 78,0 93,0       | 362,5 76,2 104,5 74,3 107,5   | 7.         | 73,5 92,5 83,0 92,5           | 360,3 61,5 106,8 84,5 107,5   | 7.         | 722,8    |
| 8.       | 7 7–1 7–2 7–3 7–4      | Norvégia (NOR) · Anna Odine Strøm · Robert Johansson · Silje Opseth · Marius Lindvik                                  | 92,0 99,5 91,0 102,5      | 457,4 104,5 123,2 101,4 128,3 | 2.         | kizárták 100,5 kizárták 100,5 | 250,5 0,0 124,9 0,0 125,6     | 8.         | 707,9    |
| 9.       | 8 8–1 8–2 8–3 8–4      | Németország (GER) · Selina Freitag · Constantin Schmid · Katharina Althaus · Karl Geiger                              | 88,0 101,0 kizárták 101,5 | 350,9 95,4 127,7 0,0 127,8    | 9.         | Kiesett                       | Kiesett                       | Kiesett    | Kiesett  |
| 10.      | 1 1–1 1–2 1–3 1–4      | Kína (CHN) · Dong Bing · Song Qiwu · Peng Qingyue · Zhao Jiawen                                                       | 76,0 71,5 65,0 74,0       | 229,8 69,4 57,7 42,0 60,7     | 10.        | Kiesett                       | Kiesett                       | Kiesett    | Kiesett  |